# Eliminacje do Konkursu Piosenki Eurowizji w Polsce
Polska zadebiutowała w Konkursie Piosenki Eurowizji w 1994. W latach 1994–1999, 2001, 2005, 2014, 2015, 2019, 2021 i 2024 reprezentanta Polski wybierała, specjalnie powoływana do tego celu, kilkuosobowa komisja artystyczna, składająca się z osób związanych z branżą muzyczną. Eliminacje publiczne odbywały się w pozostałych latach uczestnictwa kraju w konkursie.
Brak reprezentanta w 2000 i 2002 spowodowany był ówczesną konstrukcją regulaminu. Uczestnicy, którzy zajęli pięć ostatnich miejsc, nie mogli brać udziału w kolejnej edycji konkursu. W 2003 Telewizja Polska, za namową sympatyków konkursu, zorganizowała Krajowe Eliminacje do Konkursu Piosenki Eurowizji 2003. Po sukcesie krajowych eliminacji w 2003 również w 2004 TVP zorganizowała publiczny koncert finałowy. W 2005 reprezentanta wybrano wewnętrznie, zachowując jednak formułę głosowania z preselekcji z tą różnicą, że tym razem utwór wybierał panel jurorski, a nie widzowie. W 2006 roku format eliminacji powrócił pod nazwą Piosenka dla Europy 2006. W latach 2007–2009 również odbywały się koncerty: Piosenka dla Europy 2007, Piosenka dla Europy 2008 i Piosenka dla Europy 2009, tym razem jednak z użyciem tzw. dzikich kart, pozwalających na udział w selekcjach artysty wybranego wewnętrznie przez TVP (z ominięciem oceny jury). W 2010 i 2011 ponownie organizowano publiczne selekcje, jednak już pod nazwą Krajowe Eliminacje. Reprezentanta i piosenkę w finale wybrali wyłącznie widzowie, bez udziału jurorów. W latach 2014–2015 reprezentant wybierany był wewnętrznie przez telewizję. W latach 2016–2018 reprezentant był wybierany poprzez krajowe eliminacje. W 2019 reprezentanta wybrano wewnętrznie, zachowując formułę głosowania z preselekcji z tą różnicą, że tym razem utwór wybierał panel jurorski bez udziału telewidzów. W 2020 reprezentant został wybrany poprzez program telewizyjny Szansa na sukces. W 2021 reprezentant wybierany był wewnętrznie przez telewizję, w latach 2022–2023 przez jurorów i telewidzów podczas koncertu Tu bije serce Europy! Wybieramy hit na Eurowizję!. W 2024 reprezentanta wybrano wewnętrznie, zachowując formułę głosowania z preselekcji z tą różnicą, że tym razem utwór wybierał panel jurorski bez udziału telewidzów. W 2025 reprezentanta wybrali tylko telewidzowie za pomocą koncertu  Wielki Finał Polskich Kwalifikacji do Konkursu Piosenki Eurowizji 2025. 

## Wybór reprezentanta w poszczególnych latach
| Rok       | Sposób wyboru reprezentanta                                                                  |
| --------- | -------------------------------------------------------------------------------------------- |
| 1994–1999 | Komisja ekspertów powołana przez TVP                                                         |
| 2000      | Brak reprezentanta Polski w Konkursie Piosenki Eurowizji                                     |
| 2001      | Komisja ekspertów powołana przez TVP                                                         |
| 2002      | Brak reprezentanta Polski w Konkursie Piosenki Eurowizji                                     |
| 2003      | Publiczne eliminacje: Krajowe Eliminacje do Konkursu Piosenki Eurowizji 2003                 |
| 2004      | Publiczne eliminacje: Krajowe Eliminacje do Konkursu Piosenki Eurowizji 2004                 |
| 2005      | Komisja ekspertów powołana przez TVP                                                         |
| 2006      | Publiczne eliminacje: Piosenka dla Europy 2006                                               |
| 2007      | Publiczne eliminacje: Piosenka dla Europy 2007                                               |
| 2008      | Publiczne eliminacje: Piosenka dla Europy 2008                                               |
| 2009      | Publiczne eliminacje: Piosenka dla Europy 2009                                               |
| 2010      | Publiczne eliminacje: Krajowe Eliminacje do Konkursu Piosenki Eurowizji 2010                 |
| 2011      | Publiczne eliminacje: Krajowe Eliminacje do Konkursu Piosenki Eurowizji 2011                 |
| 2012–2013 | Brak reprezentanta Polski w Konkursie Piosenki Eurowizji                                     |
| 2014–2015 | Komisja ekspertów powołana przez TVP                                                         |
| 2016      | Publiczne eliminacje: Krajowe Eliminacje do Konkursu Piosenki Eurowizji 2016                 |
| 2017      | Publiczne eliminacje: Krajowe Eliminacje do Konkursu Piosenki Eurowizji 2017                 |
| 2018      | Publiczne eliminacje: Krajowe Eliminacje do Konkursu Piosenki Eurowizji 2018                 |
| 2019      | Komisja ekspertów powołana przez TVP                                                         |
| 2020      | Publiczne eliminacje: Szansa na sukces                                                       |
| 2021      | Komisja ekspertów powołana przez TVP                                                         |
| 2022      | Publiczne eliminacje: Tu bije serce Europy! Wybieramy hit na Eurowizję!                      |
| 2023      | Publiczne eliminacje: Tu bije serce Europy! Wybieramy hit na Eurowizję!                      |
| 2024      | Komisja ekspertów powołana przez TVP                                                         |
| 2025      | Publiczne eliminacje: Wielki Finał Polskich Kwalifikacji do Konkursu Piosenki Eurowizji 2025 |

## Historia
W latach 1994–1999, 2001, 2005, 2014, 2015, 2019, 2021 i 2024  polski reprezentant na Konkurs Piosenki Eurowizji został wybrany przez komisję ekspertów powołaną przez Telewizję Polską. Kandydatami wyłonionymi w ten sposób byli, chronologicznie: Edyta Górniak („To nie ja!”), Justyna Steczkowska („Sama”), Kasia Kowalska („Chcę znać swój grzech...”), Anna Maria Jopek („Ale jestem”), Sixteen („To takie proste”), Mietek Szcześniak („Przytul mnie mocno”), Andrzej Piaseczny („2 Long”), Ivan i Delfin („Czarna dziewczyna”), Donatan i Cleo („My Słowianie – We Are Slavic”), Monika Kuszyńska („In the Name of Love”), Tulia („Fire of Love (Pali się)”), Rafał Brzozowski („The Ride”) oraz Luna („The Tower”). Polska nie wzięła udziału w konkursach w 2012 oraz 2013. W oświadczeniu dla prasy rzeczniczka prasowa TVP, Joanna Stempień-Rogalińska, uzasadniła decyzję wycofania się w 2012 roku „kierowaniem sił i środków na rzecz obsługi Euro 2012 i Igrzysk Olimpijskich”. W 2013 roku Telewizja Polska nie podała dokładnych powodów decyzji.

### Publiczne eliminacje

#### 2003–2004:Krajowe Eliminacje do Konkursu Piosenki Eurowizji
W 2003 roku Telewizja Polska postanowiła wrócić do udziału w Konkursie Piosenki Eurowizji po rocznej przerwie spowodowanej ówczesnymi zasadami konkursu – w konkursie w 2002 nie mogły startować kraje, które zajęły pięć ostatnich miejsc w finale Eurowizji 2001. Chcąc uniknąć kolejnego niepowodzenia w konkursie, TVP zdecydowała się na zorganizowanie krajowych selekcji, oddając możliwość wyboru reprezentanta telewidzom. Komisja sędziowska, powołana przez TVP, wyłoniła 14 finalistów, którymi zostali: Zdobywcy Pewnych Oskarów, Gosia Orczyk, Stachursky, Varius Manx, Wilki, Bracia, Ich Troje, Ocean Front, IRA, Magda Femme i Spotlight, Blue Café, Georgina Tarasiuk, Adieu i Krzysztof Antkowiak, Ha-Dwa-O! i Jan Benedek. Po ogłoszeniu finalistów z konkursu została zdyskwalifikowana Georgina Tarasiuk. Polskie selekcje do 48. Konkursu Piosenki Eurowizji odbyły się 25 stycznia 2003 w Warszawie. W finale pierwsze miejsce zdobył zespół Ich Troje z utworem „Keine Grenzen – Żadnych granic”, dzięki czemu formacja została reprezentacją Polski w 48. Konkursu Piosenki Eurowizji w Rydze. Tekst piosenki nawoływał do pokoju i do zaprzestania wojen na świecie. Finał eliminacji obejrzało łącznie prawie 7,27 miliona telewidzów, co dało stacji wynik ok. 48% udziału na rynku tego dnia.
Sukces Krajowych Eliminacji do Konkursu Piosenki Eurowizji 2003 przyczynił się do zorganizowania w takiej samej formie polskich preselekcji w 2004 roku. We wrześniu 2003 TVP rozpoczęła etap nadsyłania propozycji, które miały szansę wziąć udział w krajowych eliminacjach do 49. Konkursu Piosenki Eurowizji. Pod koniec stycznia 2004 stacja zorganizowała Krajowe Eliminacje. Komisja jurorska dopuściła do finału 15 kandydatów, którymi zostali: Golden Life, Łzy, Alicja Janosz, Magda Steczkowska i Indigo, Katarzyna Klich, Marcin Rozynek, Janusz Radek, Sistars, Goya, Planeta, Łukasz Zagrobelny i Offside, Kowalski, Krzysztof Kiljański i Blue Café. Polskie selekcje do 49. Konkursu Piosenki Eurowizji odbyły się 24 stycznia 2004 roku w Warszawie. W finale największą liczbę 51 736 głosów od telewidzów otrzymała piosenka zespołu Blue Café „Love Song”, dzięki czemu wygrała eliminacje. Druga edycja konkursu preselekcyjnego spotkała się z podobnym odbiorem co pierwsza. Także i tym razem o możliwość reprezentowania kraju w Konkursie Piosenki Eurowizji ubiegało się wielu znanych i cieszących się popularnością wokalistów i zespołów, między innymi Alicja Janosz, Marcin Rozynek, Krzysztof Kiljański, Janusz Radek, Kasia Klich czy grupy Goya, Sistars i Blue Café. Finał eliminacji obejrzało 6 508 011 telewidzów, co dało stacji 39,49% udział na rynku.

#### 2006–2009:Piosenka dla Europy
W listopadzie 2005 TVP poinformowała o wyborze reprezentanta kraju na konkurs w 2006 poprzez finał krajowych eliminacji. Do stawki finałowej koncertu zakwalifikowano 15 wykonawców, którymi zostali: Ich Troje, Brathanki, Maciej Silski, Sławomir Uniatowski, Agata Torzewska, Queens, Dezire, Ha-Dwa-O!, Kasia Cerekwicka, Kasia Moś, The Jet Set, Kto To, Danzel, Leonie Kuizenga i Mosqitoo, a na liście rezerwowej znaleźli się: Jerzy Grunwald, The Crakers, Sara May, Offside i Anabel Conde. Kandydatury przesłali też np. Mandaryna, Ivan i Delfin, Szymon Wydra czy Marcin Czyżewski. Finał selekcji Piosenka dla Europy 2006 został rozegrany 28 stycznia 2006 w studiu telewizyjnej „Jedynki”. O zwycięzcy zdecydowali telewidzowie, którzy głosowali w systemie audiotele, oraz sześcioosobowa komisja jurorska – po raz pierwszy w historii eliminacji publicznych. Największą liczbę 17 pkt otrzymały dwie piosenki: „Follow My Heart” zespołu Ich Troje i „Na kolana” Kasi Cerekwickiej. Ówczesny regulamin określał, że w przypadku remisu ważniejsze są głosy przyznane przez publiczność, dlatego program wygrał zespół Ich Troje, który zajął pierwsze miejsce w głosowaniu widzów.
Pod koniec listopada 2006 roku Telewizja Polska opublikowała listę uczestników polskich eliminacji Piosenka dla Europy 2007, których wybrała trzyosobowa komisja jurorska. Finalistami zostali: Vino, The Jet Set, Charizma, Kuba i Maciej Molędowie, Natasza Urbańska, Bikini, Button Hackers, Ania Szarmach, Hania Stach i Mikael Erlandsson. Na liście rezerwowej znaleźli się: Lidia, Zee, Kabri, Sandra Oldenstam i Plastic. Finał odbył się 3 lutego 2007. Faworytem internautów do wygrania selekcji była piosenka zespołu The Jet Set „Time to Party”. Propozycja zwyciężyła w programie, zdobywszy największą liczbę głosów od telewidzów.
W grudniu 2007 TVP potwierdziła udział w 53. Konkursie Piosenki Eurowizji organizowanego w Belgradzie i poinformowała, że krajowy reprezentant zostanie wybrany 23 lutego 2008 podczas koncertu selekcyjnego Piosenka dla Europy 2008. Termin nadsyłania zgłoszeń do siedziby nadawcy minął 2 stycznia 2008. Ostatecznie nadesłano łącznie ok. 100 propozycji, do stawki finałowej zakwalifikowanych zostało dziesięciu kandydatów: Maciej Starnawski i Urban Noiz, Afromental, Queens, Isis Gee, Edi Ann, Kasia Nova, Margo, Man Meadow, Sandra Oxenryd i Krzysztof Zalewski. O wynikach w programie decydowali telewidzowie i jurorzy (w stosunku głosów 50:50), którzy przyznali maksymalną liczbę 24 punktów utworowi Isis Gee „For Life”. Finał „Piosenki dla Europy 2008” obejrzało średnio 2,7 miliona widzów.
Po zajęciu przedostatniego miejsca w finale konkursu w 2008 TVP rozważała wycofanie się w udziału w 54. Konkursie Piosenki Eurowizji organizowanym w Moskwie. W połowie listopada TVP potwierdziła udział w konkursie w 2009. Poinformowała wówczas, że reprezentant zostanie wybrany w trakcie krajowych eliminacji Piosenka dla Europy 2009. Zgłoszenia przyjmowano od 28 listopada do 16 stycznia 2009. 23 stycznia TVP opublikowała listę 12 finalistów, którymi zostali: Marco Bocchino i Aleksandra Szwed, Katarzyna Skrzynecka, Ira, Lidia Kopania, Renton, Stachursky, Det Betales, Mikromusic, Artur Chamski, Tigrita Project, Dali i Man Meadow. Kilka dni później TVP zdyskwalifikowała Katarzynę Skrzynecką, jedną z głównych faworytek do wygrania selekcji, i zespół Mikromusic za złamanie zasad regulaminowych mówiących, że konkursowa piosenka nie może być publikowana, emitowana i/lub wykonywana publicznie przed 1 października 2008. Zwycięzcę preselekcji wybierano w stosunku 50:50 (50% głosów należało do jurorów i 50% do telewidzów, którzy głosowali za pomocą systemu audio-tele). W finale selekcji zwyciężyła propozycja Lidii Kopanii „I Don’t Wanna Leave”, zdobywszy 22 punkty, w tym 12 pkt od widzów i 10 pkt od jury.

#### 2010–2011:Krajowe Eliminacje do Konkursu Piosenki Eurowizji
W 2009 TVP potwierdziła udział w 55. Konkursie Piosenki Eurowizji i ogłosiła, że reprezentant zostanie wybrany poprzez krajowe eliminacje, których finał zostanie rozegrany 14 lutego 2010. Pod koniec listopada 2009 ogłoszono, że w finale wystąpią: Anna Cyzon, Aneta Figiel, Dziewczyny i PIN, który kilka dni później wycofał się z udziału. Stawkę konkursową uzupełniło siedmiu wykonawców, którzy otrzymali „dzikie karty” od TVP, czyli: Vir, Sonic Lake, Nefer, Leszcze, Iwona Węgrowska, Zosia Karbowiak i Marcin Mroziński. O zwycięzcy eliminacji decydowali telewidzowie, którzy mieli możliwość oddawania głosów po rozpoczęciu pierwszego występu konkursowego. 14 lutego 2010 propozycja Marcina Mrozińskiego „Legenda” zwyciężyła w finale selekcji, zdobywając 33,61% głosów telewidzów, zostając propozycją reprezentującą Polskę w 55. Konkursie Piosenki Eurowizji.
Na początku listopada 2010 TVP potwierdziła udział w 56. Konkursie Piosenki Eurowizji organizowanym w Düsseldorfie i rozpoczęła przyjmowanie zgłoszeń do udziału w krajowych eliminacjach. Termin nadsyłania propozycji minął 21 grudnia. Zgłoszono 200 propozycji. Nazwiska finalistów podano 29 grudnia, byli to: Anna Gogola, Magdalena Tul, Roan, SheMoans i The Positive, który później wycofał się z rywalizacji w eliminacjach. TVP przyznała także sześć „dzikich kart”, które otrzymali: Formuła RC, Zosia Karbowiak, Alizma, Ika, Ada Fijał i The Trash. O udział w krajowych selekcjach ubiegał się też m.in. Artur Chamski. Finał eliminacji odbył się 14 lutego. Zwyciężyła w nim propozycja Magdaleny Tul „Jestem”. W finale zdobyła łącznie 44,47% poparcie telewidzów (ponad 59 tys. głosów).

#### 2016–2018:Krajowe Eliminacje do Konkursu Piosenki Eurowizji
26 stycznia 2016 dyrektor TVP1 Jan Pawlicki poinformował, że polski przedstawiciel na konkurs w 2016 zostanie wybrany poprzez krajowe eliminacje. 16 lutego w programie Świat się kręci ogłoszono listę uczestników eliminacji, którymi zostali: Edyta Górniak, Margaret, Michał Szpak, Natalia Szroeder, Napoli, Taraka, Aleksandra Gintrowska, Kasia Moś i Dorota Osińska. Finał selekcji odbył się 5 marca. Przed rozegraniem finału faworytkami do wygrania były Edyta Górniak i Margaret. O wynikach selekcji decydowali telewidzowie w głosowaniu SMS-owym. Największą liczbę 35,89% głosów otrzymała piosenka Michała Szpaka „Color of Your Life”, drugie miejsce zajęła Margaret (24,72%), a trzecie – Edyta Górniak (18,49%). Wyniki były szeroko komentowane w sieci ze względu na przegraną dwóch głównych faworytek, Margaret i Edyty Górniak. Krajowe Eliminacje do Konkursu Piosenki Eurowizji 2016 obejrzało średnio 2,38 miliona widzów.
Pod koniec 2016 TVP potwierdziła udział w 62. Konkursie Piosenki Eurowizji organizowanym w Kijowie. 23 grudnia poinformowała, że reprezentant zostanie wybrany za pośrednictwem krajowych eliminacji, którego finał zaplanowano na 18 lutego 2017. 11 lutego opublikowała listę 10 uczestników krajowych eliminacji, którymi zostali: Kasia Moś, Martin Fitch, Carmell, Agata Nizińska, Rafał Brzozowski, Isabell Otrębus-Larsson, Lanberry, Aneta Sablik, Paulla i Olaf Bressa. Zwycięzcę konkursu wybrali telewidzowie w głosowaniu SMS-owym i pięcioosobowa komisja jurorska. Pierwsze miejsce zajęła Kasia Moś z piosenką „Flashlight”, zdobywając największą liczbę 19 punktów, w tym 10 od jurorów i 9 od widzów. Po finale krajowych eliminacji kilku jurorów wyraziło swoje niezadowolenie ze słabego poziomu artystycznego finałowych utworów. Negatywne zdanie wyrazili m.in. Krzesimir Dębski i Maria Sadowska. Krajowe Eliminacje do Konkursu Piosenki Eurowizji 2017 obejrzało średnio 2,5 miliona widzów.
Reprezentant kraju na Konkurs Piosenki Eurowizji 2018 ponownie został wyłoniony za pośrednictwem krajowych eliminacji, których finał odbył się 3 marca 2018. Od początku grudnia 2017 do 1 lutego 2018 przyjmowano zgłoszenia do konkursu – nadesłano ich łącznie 200. 8 lutego ogłoszono, że finalistami zostali: Saszan, Monika Urlik, Isabel Otrębus, Ifi Ude, Future Folk, Gromee i Lukas Meijer, Marta Gałuszewska, Pablosson, Maja Hyży i Happy Prince. O wynikach selekcji decydowali telewidzowie i pięcioosobowa komisja jurorska w stosunku głosów 50:50. Po zsumowaniu głosów, największą liczbę 20 punktów zdobyli Gromee i Lukas Meijer za piosenkę „Light Me Up”, otrzymując 12 punktów w głosowaniu widzów oraz 8 pkt od jurorów (3. miejsce). Krajowe Eliminacje do Konkursu Piosenki Eurowizji 2018 obejrzało średnio 1,7 miliona widzów.

#### 2020:Szansa na sukces
2 stycznia 2020 TVP poinformowała, że reprezentant kraju na Konkurs Piosenki Eurowizji 2020 zostanie wyłoniony w ramach specjalnego wydania programu Szansa na sukces. Eurowizja 2020. Spośród 500 zgłoszeń wyłoniono 21 uczestników eliminacji, którymi zostali: Patryk Skoczyński, Emilia Sanecka, Julia i Wiktoria Szlachta, Kasia Dereń, Amelia Andryszczyk, Sargis Davtyan, Maja Hyży, Damian Kulej, Paulina Czapla, Weronika Curyło, Stashka, Saszan, Alicja Szemplińska, Aleksandra Nykiel, Marek Kaliszuk, Nick Sinckler, Basia Gąsienica Giewont, Albert Černý, Norbert Legieć, Marzena Ryt i Adrian Makar. Kandydaci zostali podzieleni na trzy odcinki eliminacyjne, a jurorzy – Cleo, Michał Szpak i Gromee – w każdym z nich wyłonili po jednym z finalistów. Finalistami zostali Kasia Dereń, Alicja Szemplińska i Albert Černý z zespołu Lake Malawi. 23 lutego wystąpili w odcinku finałowym, w którym wykonali po dwie piosenki – cover wybranego przeboju z Konkursu Piosenki Eurowizji oraz autorską propozycję eurowizyjną. Pierwsze miejsce w głosowaniu telewidzów i komisji jurorskiej (w składzie: Grzegorz Urban, Konrad Smuga, Anna Cyzowska–Andura) zajęła Alicja Szemplińska z utworem „Empires”.

#### 2022–2023: Tu bije serce Europy! Wybieramy hity na Eurowizję
Na 66. Konkurs Piosenki Eurowizji Telewizja Polska planowała wewnętrzny wybór reprezentanta spośród nadesłanych propozycji. 13 stycznia w mediach pojawiły się jednak informacje o zorganizowaniu krajowych eliminacji, co TVP potwierdziła dzień później w porannym programie Pytanie na śniadanie, podając także listę 10 finalistów, którymi zostali: Ania Byrcyn (z utworem „Dokąd?”), Daria („Paranoia”), Mila („All I Need”), Karolina Lizer („Czysta woda”), Karolina Stanisławczyk & Chika Toro („Move”), Kuba Szmajkowski („Lovesick”), Lidia Kopania („Why Does It Hurt”), Krystian Ochman („River”), Siostry Szlachta („Drogowskazy”) i Unmute („Głośniej niż decybele”). Eliminacje pod nazwą Tu bije serce Europy! Wybieramy hit na Eurowizję! odbyły się 19 lutego 2022. Finał eliminacji był podzielony na dwa etapy. System dwuetapowy zastosowany był w polskich preselekcjach po raz pierwszy. Zwycięstwo w głosowaniu widzów, a zarazem łączne (po policzeniu średniej głosów widzów i jurorów) odniósł Krystian Ochman z utworem „River”. Średnia widownia krajowych eliminacji według Modelu Oglądalności Rzeczywistej wyniosła 2,3 mln osób. Udziały kanału wyniosły 12,6%, zapewniając antenie pozycję lidera pasma.
19 września 2022 Telewizja Polska poinformowała o rozpoczęciu procesu zgłoszeniowego dla osób zainteresowanych udziałem w krajowych eliminacjach. Zwycięzcę wyłonią jurorzy oraz widzowie.Zgłoszenia do konkursu miały być przyjmowane początkowo do 15 stycznia 2023 roku, a 12 stycznia poinformowano o przedłużeniu terminu do 10 lutego 2023. Oficjalna liczba uczestników została ujawniona 15 lutego 2023 roku w porannym programie Pytanie na śniadanie, a podczas preselekcji 26 lutego wystąpili: Ahlena z utworem „Booty”, Alicja Szemplińska z utworem „New home”, Blanka z utworem „Solo”, Dominik Dudek z utworem „Be good”, Felivers z utworem „Never back down”, Jann z utworem „Gladiator”, Kuba Szmajkowski z utworem „You do me”, Maja Hyży z utworem „Never hide”, Natasza z utworem „Lift u up” oraz Yan Majewski z utworem „Champion”. Ostatecznie preselekcje wygrała Blanka z utworem „Solo”, zdobyła ona pierwsze miejsce w głosowaniu jurorów oraz drugie miejsce w głosowaniu telewidzów. Wybór spotkał się z krytycznym odbiorem wśród fanów i dziennikarzy, nie tylko polskich i zagranicznych. Wątpliwości dotyczące uczciwego przebiegu preselekcji zostały wyrażone przez wiele różnych organizacji oraz sympatyków Konkursu Piosenki Eurowizji. Podczas ogłoszenia wyników jury, zostały one wybuczane. Tuż po finale konkursu pojawiły się oskarżenia wobec TVP i jury o powiązania ze zwyciężczynią konkursu, Blanką, co miało wiązać się z wygraną w preselekcjach. Ponadto sympatycy konkursu zarzucili celowe zaniżenie przez jury głównego faworyta Janna na korzyść Blanki i domagali się z tego powodu anulowania wyników preselekcji. Oburzenie wynikami wyrazili m.in. Ralph Kaminski, Michał Szpak i Sandra Kubicka. Powodami układów z Blanką miały być m.in. niepotwierdzona oficjalnie, przyjaźń artystki i Allana Krupy, syna Edyty Górniak (przewodniczącej jury). Krupa odwołał się do zarzutów, oświadczając, że przed finałem nie znał prywatnie artystki, myśląc, że była to jedna z tancerek; pogląd, że jury miało zbyt duży wpływ na wybór reprezentanta, a głosy widzów, których według nieoficjalnych informacji oddano trzykrotnie więcej na zwycięzcę głosowania publiczności, Janna, niż Blankę miały wpływ za mały; występ tancerzy z grupy Volt Agustina Egurroli (jednego z członków jury) w trakcie wykonania Blanki; oraz wiadomość z serwisu TVP Rozrywka opublikowana o 15:33, co wykazały strony umożliwiające sprawdzenie archiwalnych stron internetowych (dwie godziny przed rozpoczęciem gali), na co Telewizja Polska odparła, że wydawca serwisu tvp.pl pracę nad artykułem o reprezentancie Polski w 67. Konkursie Piosenki Eurowizji rozpoczął wcześniej, a w systemie zarządzania treścią rzekomo zapisany został moment utworzenia pliku, zamiast godziny publikacji.
Po finale na zwyciężczynię głosowania jury spadła spora krytyka. Poprzez profil na Instagramie zdobywca drugiego miejsca, Jann, zaapelował do swoich fanów o zachowanie szacunku do Blanki oraz kibicowanie piosenkarce podczas Konkursu Piosenki Eurowizji. Po finale konkursu pojawiły się dwie petycje, w których internauci domagali się zmiany reprezentanta. Wyrażono w niej niezadowalający wynik jury, który wpłynął na wygraną Blanki w preselekcjach. Petycję pierwszą w serwisie PetycjeOnline podpisało ponad 70 tysięcy osób, a druga, opublikowana poprzez organizację Avaaz, została podpisana przez ponad 7 tysięcy osób. Dzień po ogłoszeniu wyników, polskie portale eurowizyjne złożyły petycję pod adresem Telewizji Polskiej o publikację liczby głosów oddanych na poszczególnych uczestników, co wraz z wątkiem niezależności członków jury od Blanki miało by zostać przebadane przez „niezależną firmę zewnętrzną”. Nadawcami tej petycji były: Eurowizja.org, OGAE Polska, Dziennik Eurowizyjny, Dobry Wieczór Europo, Misja Eurowizja oraz Let’s Talk About ESC. TVP w wydanym 9 marca oświadczeniu stwierdziła, że podczas finału konkursu „zastosowała się do zasad głosowania zgodnie z regulaminem” i wyjaśniła, że nad przebiegiem głosowania „czuwał obecny podczas finału notariusz”. Średnia widownia relacji na dwóch antenach wyniosła 1,45 mln osób. Przełożyło się to na 10,58 proc. udziału stacji w rynku telewizyjnym wśród wszystkich widzów, 7,98 proc. w grupie komercyjnej 16-49 (AMR na poziomie 351 tys. osób) oraz 7,73 proc. w grupie 16-59 (AMR – 505 tys. widzów). W TVP1 polskie preselekcje do Eurowizji 2023 śledziło średnio 1,36 mln widzów, a TVP Polonia było to 86 tys.

## Zwycięzcy

### Zwycięzcy koncertówKrajowe Eliminacje do Konkursu Piosenki Eurowizji
| Rok  | Wykonawca                 | Utwór                            | Finał | Punkty | Półfinał                | Punkty                  |
| ---- | ------------------------- | -------------------------------- | ----- | ------ | ----------------------- | ----------------------- |
| 2003 | Ich Troje                 | „Keine Grenzen – Żadnych granic” | 7     | 90     | Brak rundy półfinałowej | Brak rundy półfinałowej |
| 2004 | Blue Café                 | „Love Song”                      | 17    | 27     | Top 11                  | Top 11                  |
| 2010 | Marcin Mroziński          | „Legenda”                        | –     | –      | 13                      | 44                      |
| 2011 | Magdalena Tul             | „Jestem”                         | –     | –      | 19                      | 18                      |
| 2016 | Michał Szpak              | „Color of Your Life”             | 8     | 229    | 6                       | 151                     |
| 2017 | Kasia Moś                 | „Flashlight”                     | 22    | 64     | 9                       | 119                     |
| 2018 | Gromee feat. Lukas Meijer | „Light Me Up”                    | –     | –      | 14                      | 81                      |

### Zwycięzcy koncertówPiosenka dla Europy
| Rok  | Wykonawca     | Utwór                 | Finał | Punkty | Półfinał | Punkty |
| ---- | ------------- | --------------------- | ----- | ------ | -------- | ------ |
| 2006 | Ich Troje     | „Follow My Heart”     | –     | –      | 11       | 70     |
| 2007 | The Jet Set   | „Time to Party”       | –     | –      | 14       | 75     |
| 2008 | Isis Gee      | „For Life”            | 24    | 14     | 10       | 42     |
| 2009 | Lidia Kopania | „I Don’t Wanna Leave” | –     | –      | 12       | 43     |

### Zwycięzcy koncertówSzansa na sukces
| Rok  | Wykonawca          | Utwór     | Finał            | Punkty           | Półfinał         | Punkty           |
| ---- | ------------------ | --------- | ---------------- | ---------------- | ---------------- | ---------------- |
| 2020 | Alicja Szemplińska | „Empires” | Konkurs odwołany | Konkurs odwołany | Konkurs odwołany | Konkurs odwołany |

### Zwycięzcy koncertówTu bije serce Europy! Wybieramy hity na Eurowizję
| Rok  | Wykonawca | Utwór   | Finał | Punkty | Półfinał | Punkty |
| ---- | --------- | ------- | ----- | ------ | -------- | ------ |
| 2022 | Ochman    | „River” | 12    | 151    | 6        | 198    |
| 2023 | Blanka    | „Solo”  | 19    | 93     | 3        | 124    |

### Zwycięzcy koncertówWielki Finał Polskich Kwalifikacji do Konkursu Piosenki Eurowizji
| Rok  | Wykonawca           | Utwór  | Finał | Punkty | Półfinał | Punkty |
| ---- | ------------------- | ------ | ----- | ------ | -------- | ------ |
| 2025 | Justyna Steczkowska | „Gaja” | 14    | 156    | 7        | 85     |